# Eric Jonsson (läkare)
Eric Wilhelm Jonsson, född 30 maj 1901 i Stockholm, död 4 december 1994 i Rosersberg, Norrsunda församling, var en svensk läkare.
Eric Jonsson blev medicine licentiat 1929 och medicine doktor 1930 med avhandlingen Studien über experimentelle Arthritiden und Kardititen. Han blev docent i reumatologi vid Karolinska Institutet 1942, läkare i Pensionsstyrelsen 1944 och var tillförordnad överläkare vid Södersjukhuset från 1947. Jonsson utgav skrifter i invärtes medicin, tuberkulos och reumatologi.